# Технология открытого пространства
Технология открытого пространства (от англ. Open Space Technology, сокр. OST) — методика проведения собраний, конференций, корпоративных выездных мероприятий, симпозиумов и встреч сообществ, сфокусированных на конкретной и важной цели или задаче, но начинающихся без формальной повестки, программы, кроме известной общей цели или темы события. 
(«Технология» в данном случае означает инструмент — процесс, метод, способ.)
ТОП представляет собой самоорганизующийся процесс; участники создают расписание непосредственно на самом собрании. Сторонники, включая Пегги Холман из «Open Circle Company» утверждают, что ТОП позволяет самым разным людям общаться и обсуждать спорные вопросы.

## (Само)организация
Формат ТОП, который его сторонники считают особенно масштабируемым и подстраиваемым, применялся для встреч от 5 до 2 тысяч человек. Подход описывают с помощью нескольких базовых принципов:
1. открытое, широкое приглашение, которое заявляет цель встречи;
2. стулья участников составляются в форме круга;
3. «доска объявлений» вопросов и тем для обсуждения, составленных участниками;
4. «рыночная площадь» со множеством отдельных помещений или секций, между которыми могут свободно перемещаться участники, познавая и вкладываясь в происходящее по мере своих перемещений по пространству в поисках информации и идей;
5. «дышащий» или «пульсирующий» характер потока события, в котором перемежаются общие сессии и дискуссии в независимых параллельных группах.

Этот формат наиболее примечателен отсутствием исходной повестки, что задаёт пространство для участников встречи и возможность формировать собственную повестку в течение первых 30-90 минут мероприятия или встречи. Обычно ТОП-мероприятие начинается с краткого введения от спонсора и одного (обычно) фасилитатора. Спонсор представляет цель встречи; фасилитатор объясняет, как работает самоорганизующийся процесс, называемый «открытое пространство». Затем группа создаёт рабочую повестку, по мере того как её участники вывешивают на доску объявлений собственные темы и проблемы. Каждый «задумщик» отдельной темы отвечает за именование темы, вывешивание её на доску, назначение места и времени встречи и затем за приход на место встречи, запуск обсуждения и заметки по ходу встречи. Эти заметки обычно собираются в общий документ, который рассылается участникам в цифровом или бумажном виде.   